# Kolonia Błota
Kolonia Błota – część miasta Józefów, w województwie mazowieckim, w powiecie otwockim. Leży nad Świdrem. Rozpościera się w rejonie ulicy Kosmonautów i jej przecznic w północno-zachodniej części miasta, tuż przy granicy z Warszawą (dzielnicą Błota). Zabudowa głównie rezydencyjna.
Kolonia Błota to dawna kolonia wsi Błota (obecnie w granicach Warszawy), z którą jest historycznie powiązana.
W latach 1867–1939 wieś w gminie Zagóźdź. W 1921 roku wieś Błota liczyła 174 stałych mieszkańców, a folwark Błota – 12. 20 października 1933 utworzono gromadę Błota w granicach gminy Zagóźdź, składającą się z wsi Błota, kolonii Błota, folwarku Błota i kolonii Letnisko Zatrzebie. 1 kwietnia 1939 w związku ze zniesieniem gminy Zagóźdź, gromadę Błota włączono do gminy Letnisko Falenica w tymże powiecie.
Podczas II wojny światowej w Generalnym Gubernatorstwie, w dystrykcie warszawskim. W 1943 gromada Błota (w gminie Falenica) liczyła 533 mieszkańców.
15 maja 1951, w związku ze zniesieniem gminy Falenica Letnisko, główną część gromady Błota włączono do Warszawy, kolonii Błota, którą włączono do gromady Nowa Wieś w gminie Józefów. 1 lipca 1952, w związku z likwidacją powiatu warszawskiego, gminę Józefów (z gromadą Nową Wsią, a zatem z Kolonią Błota) przeniesiono do nowo utworzonego powiatu miejsko-uzdrowiskowego Otwock, gdzie została przekształcona w jedną z jego ośmiu jednostek składowych – dzielnicę Józefów. Dzielnica Józefów przetrwała do końca 1957 roku, czyli do chwili zniesienia powiatu miejsko-uzdrowiskowego Otwock i przekształcenia go w powiat otwocki. 1 stycznia 1958 dzielnicy Józefów nadano status osiedla, przez co Kolonia Błota stała się integralną częścią Józefowa, a w związku z nadaniem Józefowowi praw miejskich 18 lipca 1962 – częścią miasta.